# سلا (سلسلة جبال)
جبال سلا تقع في سراة خولان الواقعة جنوب غرب السعودية، ضمن سلسلة جبلية تضم أيضاً جبال العبادل وجبل قيس.

## سكانه
يسكن جبل سلا قبائل خولان، منها قبيلة بني معين، وبني ودعان وآل جابر، وبني حريص.
- بني معين: ويسكنون جبل سلا في قريتي الظهراني وشرقي ورقة، شيوخهم: حسن تركي المعيني (قرية الظهراني)، وسالم جابر المعيني (قرية شرقي ورقة).[2]
- بني ودعان: ويسكنون جبل سلا، شيوخهم: أحمد سلمان يحيى الودعاني شيخ آل مريد، والشيخ ناجع سلمان عطيه الودعاني شيخ آل صهيف، والشيخ يحيى مقبل جبران الودعاني شيخ أهل القلة، والشيخ حسين قاسم سلمان الودعاني شيخ آل هادي.[2]
- آل جابر: وينقسمون إلى قسمين: أهل ممشاق و آل هملان.[2]